# Mara (okręg Marmarosz)
Mara – wieś w Rumunii, w okręgu Marmarosz, w gminie Desești. W 2011 roku liczyła 917 mieszkańców.